# Kandyse McClure
Kandyse McClure (Durban, Zuid-Afrika, 22 maart 1980) is een actrice. Op 11-jarige leeftijd verhuisde ze met haar moeder van Zuid-Afrika naar Canada.
McClure speelde in 2003 de rol van Anastasia Dualla in de miniserie Battlestar Galactica uit 2003 en van 2004 tot 2009 in het vervolg Battlestar Galactica. Verder had ze een gastrol in onder meer The Outer Limits, Dark Angel, Jeremiah, The Twilight Zone, Andromeda, Smallville, Sanctuary & Supernatural . In 2006 speelde ze een van de hoofdrollen in de film Santa Baby. In 2010 zal ze te zien zijn als Erica in de serie Persons Unknown dat vanaf juli uitgezonden zal worden om de Amerikaanse zender NBC.